# 小教理問答書
『小教理問答書』（しょうきょうりもんどうしょ、ドイツ語: Der Kleine Katechismus）または『小教理問答』は、マルティン・ルターによって1529年に書かれたルター派教会のカテキズム。

## 概要

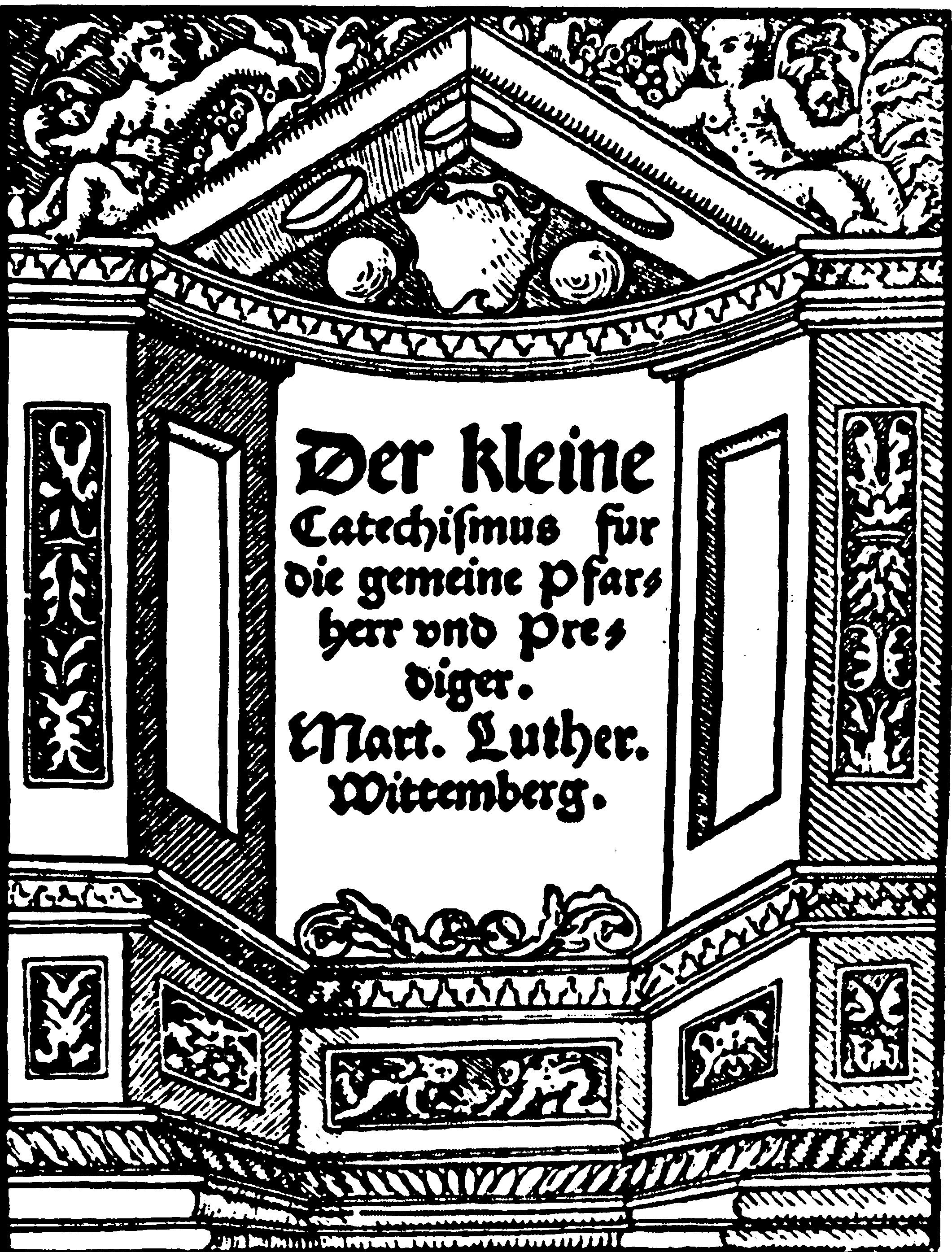
『小教理問答書』初版表紙（1529年）

農民戦争で疲弊した教会を再建するために、ザクセン選帝侯フリードリヒ3世の命により1526年から1529年にかけてルターやメランヒトンら神学者と法律家から成る委員会がザクセン領内の教会を巡視した。その結果、領民ばかりか牧師達までが聖書や教理について理解不足であることが判明し、ルターは平易な言葉遣いによる教理の解説書の必要性を感じた。
巡視旅行から帰ったルターはただちにに筆を執り、1529年に二つの教理問答書を書き上げた。一つは牧師達のための『大教理問答書』であり、もう一方は一家の主人がその家族に教えるための『小教理問答書』であった。
「教理問答（カテキズム）」とは、伝統的に民衆に対して洗礼準備としてキリスト教の信仰を教育するためのテキストであるが、本書はカルヴァンの『ジュネーヴ教会信仰問答』など他教派のものとは性格を異にしており、問答のほとんどが「これは何ですか（Was ist das?）」という単純な問いかけから始まる「幼い子供の質問に父親が答えて教える」形式となっている。

## 構成
- 序文
- 十戒について
- 信仰告白（使徒信条）について
- 主の祈りについて
- 洗礼のサクラメントについて
- 聖壇あるいは主の晩餐のサクラメントについて
- 鍵の権能と告解について

以上が狭い意味での『小教理問答書』の内容であるが、当時ヴィッテンベルクで出版されていたものは以下の内容も含んでいた。
- 朝夕の祈りについて
- 食事の感謝の祈りについて
- 聖句による家訓
- 結婚式のための式文
- 幼児洗礼のための式文

## 主な日本語訳
- 山内量平 訳『十字教会教理問答』1894年。
- 石原謙 訳『信仰要義』岩波書店、1939年。
- 内海季秋 訳『小教理問答書』聖文舎、1951年。
- 内海季秋・宮坂亀雄 訳『小教理問答書』日本福音ルーテル教会、1980年改訂版。
- 信条集専門委員会 訳『一致信条書－ルーテル教会信条集』教文館、2006年。（『ルーテル教会信条集《一致信条書》』聖文舎、1982年の復刊）
- ルター研究所 訳『エンキリディオン　小教理問答』リトン、2014年。